# Battaglia di Yehuling
La battaglia di Yehuling, letteralmente battaglia della cresta della volpe selvaggia, fu una battaglia decisiva nello scontro tra il neonato Impero mongolo e la Dinastia Jīn (v.si Campagna mongola contro i Jin) per il dominio sulla Cina del Nord. La battaglia fu combattuta tra agosto e ottobre 1211 a Yehuling (野狐嶺S, lett. "Cresta della volpe selvaggia"), a nord-ovest dell'attuale Zhangjiakou, nel distretto di Wanquan (Hebei), e si concluse con una vittoria schiacciante dei mongoli che permise loro d'invadere e conquistare la parte settentrionale dell'impero Jīn.
L'inaspettata vittoria dei mongoli sbilanciò a loro favore le sorti del conflitto appena apertosi ed accelerò l'indebolimento e il declino della dinastia Jīn stessa.

## Fonti
Pur strategicamente fondamentale per l'intero esito della guerra mongolo-jīn, la battaglia di Yehuling, come del resto tutti gli eventi iniziali del conflitto, non è chiaramente descritta dalle fonti attualmente in nostro possesso. I testi di riferimento, a questo proposito sono la Storia degli Yuan (zh 元史S, Yuán ShǐP, lett. "Storia di Yuan") e la Nuova storia degli Yuan (新元史S, Xīn Yuán ShǐP), le fonti storiche mongole ufficiali riconosciute nella storiografia cinese classica all'interno della serie/ciclo delle c.d. Ventiquattro Storie (zh 二十四史S, Èrshísì ShǐP). Praticamente inutile è la Storia segreta dei mongoli (mo. Монголын Нууц Товчоо, Mongolyn Nuuc Tovčoo), redatta durante il tardo regno di Ögedei (1229-1241), figlio di Gengis Khan, cui (paradossalmente) si dovette la definitiva vittoria sui Jīn, che minimizza le fasi iniziali del conflitto contro gli Jurchen come una vittoriosa cavalcata dei mongoli.
L'utilizzo del Yuán Shǐ e del Xīn Yuán Shǐ per lo studio del conflitto mongolo-jīn è però affare complesso. Le storie ufficiali della dinastia Yuan fondata da Kublai Khan (r. 1260-1294), nipote di Gengis, furono redatte dozzine d'anni dopo lo svolgersi degli eventi, probabilmente ne confondono l'ordine cronologico e di certo ne mescolano gli attori principali, quanto meno per parte Jīn. Alcuni storici sono addirittura giunto ad ipotizzare che forse la cronaca della battaglia di Yehuling, così come presentata nei testi Yuan, accorpa in sé eventi occorsi nel triennio 1211-1213 frutto del sistematico scontro di confine tra attaccanti mongoli e difensori jurchen ogniqualvolta le truppe di Gengis Khan superavano la Grande Muraglia cinese che calare a sud.

## Contesto

La Cina al principio dell'invasione mongola: nell'Ovest la dinastia Xia occidentale; nel nord la dinastia Jīn; nel sud la dinastia Song; nel sud-ovest la Regno di Dali.

All'inizio del XIII secolo, Temüjin del clan mongolo Borjigin, futuro Gengis Khan, iniziò a consolidare il suo potere nell'Altopiano della Mongolia, assoggettando o distruggendo le altre etnie nomadi della steppa eurasiatica (v.si Ascesa di Gengis Khan). Nello stesso periodo, la Cina propriamente detta era divisa in tre stati dinastici separati: nel nord, la dinastia Jīn di etnia Jurchen controllava la Manciuria e le terre cinesi a nord del fiume Huai; la dinastia Xia occidentale di etnia Tangut governava parti della Cina occidentale; la dinastia Song di etnia Han regnava nel sud. La provincia sud-occidentale del Yunnan, al confine con la Birmania, era infine sede d'un potentato autonomo sin dal X secolo noto come Regno di Dali.
Gli Jurchen-Jīn, essi stessi anticamente uno dei popoli della steppa, riscuotevano tributi da alcune delle tribù nomadi che vivevano nelle steppe mongole, incoraggiavano le rivalità tra di loro e conducevano regolari spedizioni punitive contro i nomadi, riducendoli in schiavitù o uccidendoli. A partire dal regno dell'imperatore Zhangzong (r. 1190-1208), la dinastia Jīn aveva costruito una linea di difese strutturali lunga circa 300 chilometri lungo il suo confine settentrionale, talvolta chiamata "Grande Muraglia dei Jīn", per arginare la spinta delle popolazioni della steppa. Sin dalla loro ultima campagna contro i Tatari nel 1196 (durante la quale Temujin aveva paradossalmente combattuto al loro fianco), i Jīn avevano infatti compreso che la strategia del divide et impera non era più sufficiente ed iniziarono a prepararsi attivamente alla guerra con l'obiettivo di eliminare la minaccia nomade in un'unica campagna.
All'inizio del 1204, Gengis Khan aveva sottomesso gli Ongud, una tribù turco-mongola che aiutava la dinastia Jīn a proteggere il suo confine settentrionale. Gengis Khan strinse un'alleanza con gli Ongud sposando una figlia del loro khan. I mongoli controllavano l'area a nord dei Monti Yin e iniziarono ad accumulare risorse in preparazione d'una campagna militare contro i Jīn. Inoltre, i mongoli avevano anche attivamente attirato e indotto alcuni Jurchen a disertare o ad arrendersi.
L'imperatore Wányán Yǒngjì (imperatore Xingsheng di Jīn, r. 1208-1212) sottovalutò la minaccia mongola e non solo trascurò le difese contro di loro ma si convinse che il suo impero fosse nettamente più potente delle forze di Gengis Khan. Nel 1210, Gengis Khan insultò l'imperatore Xingsheng affermando pubblicamente che era codardo e inadatto al comando, aggiungendo «L'imperatore dovrebbe essere un uomo [mandato] dal cielo come me.» Quando l'imperatore Jīn ricevette la notizia, s'arrabbiò così tanto che giustiziò l'ambasciatore mongolo. Le tensioni tra mongoli e Jīn iniziarono a intensificarsi.
Nel marzo 1211, i mongoli radunarono 100 000 uomini per una campagna contro gli Jurchen, lasciando solo una forza di 2 000 uomini a guardia della Mongolia: ben oltre il 90% delle forze mongole era stato mobilitato per la campagna. Prima di partire, Gengis Khan pregò la divinità del cielo Tengri lungo il fiume Hėrlėn di benedire i mongoli con la vittoria e fece voto simbolico di vendicare il suo antenato, Ambaghai, fu giustiziato per crocifissione nel 1146 per ordine dell'imperatore Xizong di Jīn (r. 1135-1149).

## Preludio

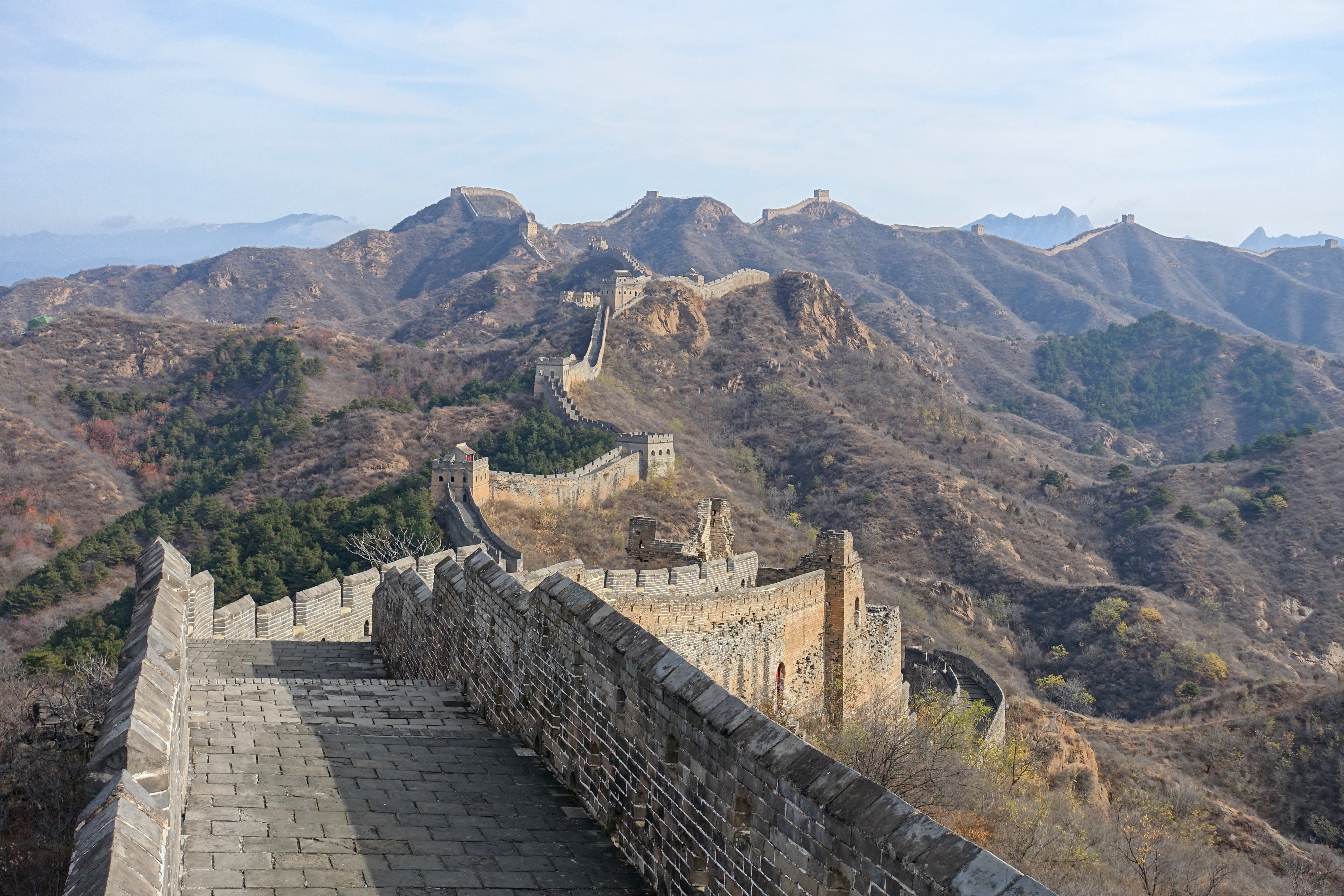
La Grande muraglia cinese tra i monti del Hebei - al tempo della battaglia di Yehuling, le fortificazioni cinesi nell'area erano molto più approssimative e solo in Epoca Ming assunsero la forma attuale.

L'esercito mongolo, composto esclusivamente da forze di cavalleria, s'affrettò verso la Grande Muraglia, il confine tra l'Impero mongolo e la Cina Jīn, alla fine di marzo 1211, seguendo la strada indicatagli da Ala 'Qush, il khan degli Ongud. La Muraglia era difesa da quasi un milione di soldati Jīn, nel dettaglio 800 000 fanti e 150 000 cavalieri d'élite, ivi inviati dall'imperatore Xingsheng per contrastare la minaccia mongola al comando del generale Wanyan Chenyu.
Sebbene l'esercito Jīn superasse in numero le forze mongole invasori quasi 10 a 1, Wanyan Chenyu le sparpagliò lungo la Muraglia, un sistema di fortificazioni con molte mura non collegate tra loro ma sostenute e rafforzate da castelli e fortezze, nel tentativo di bloccare l'approccio nemico, vanificando così il suo vantaggio. Messo a parte dell'errore strategico del nemico grazie ai suoi esploratori, Gengis Khan identificò nella Fortezza di Wusha, che conduce a un crinale desertico chiamato Yehuling, abitato da volpi selvatiche da cui il nome dell'area che in cinese significa letteralmente la "cresta della volpe selvatica", il punto debole della Muraglia. La cresta di Yehuling si trova a nord-ovest del Passo Juyong, la porta verso la capitale Jīn di Zhongdu (中都S, lett. "Capitale centrale", occupante gli attuali distretti Xicheng e Fengtai di Pechino), 50 km più a sud. Nella pianura ai piedi del crinale era accampata la forza principale dell'esercito Jīn: 400 000 soldati.
La "Muraglia Jīn" era in realtà un insieme di strutture difensive posizionate più a nord del tracciato della Grande muraglia propriamente detta, da non confondersi con la stessa, che i Jīn avevano costruito tra il 1123 ed il 1196-1198, data della loro ultima vittoriosa campagna nelle steppe ai danni dei Tatari.

## La campagna

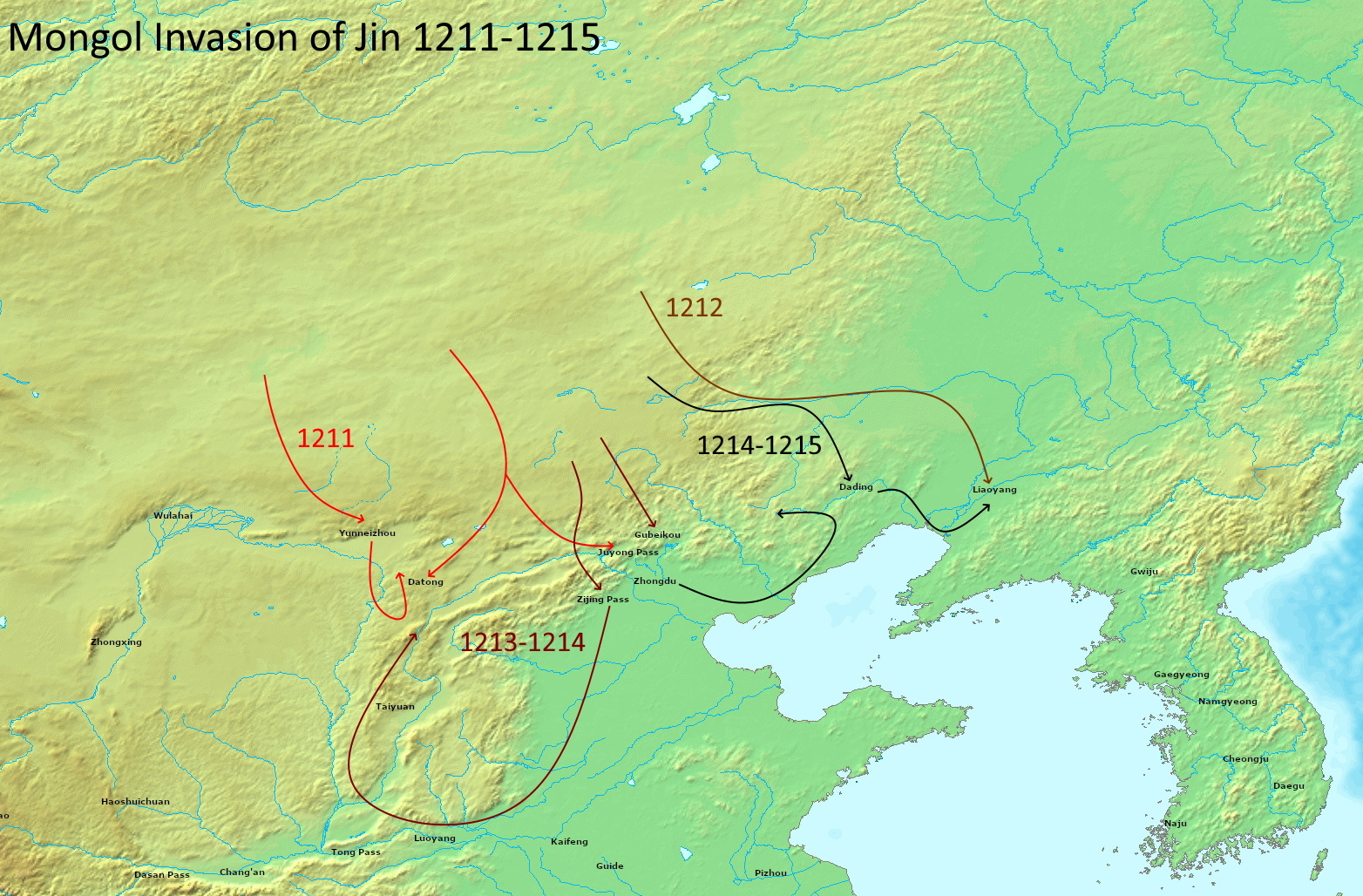
Prima campagna mongola contro i Jīn (1211-1215) - in rosso il dettaglio delle operazioni a Yehuling.

Stando alla ricostruzione incrociata delle fonti e con il beneficio del dubbio cui si accennava poc'anzi, la battaglia di Yehuling fu combattuta in tre fasi, tra marzo e ottobre 1211, dopo che l'esercito mongolo ebbe attraversato la Grande Muraglia scarsamente presidiata.

### Battaglia della fortezza di Wusha
Il cancelliere Jīn, Duji Sizhong (獨吉 思忠), guidò il grosso dell'esercito sulla linea del fronte nord-occidentale. I Jīn non potevano eguagliare il numero complessivo di cavalieri mongoli, disponendo solo di 30-50 000 truppe montate. Il cancelliere inviò truppe per rafforzare le difese lungo la Muraglia per impedire ai mongoli di avanzare più a sud. Gengis Khan ordinò al suo terzo figlio, Ögedei, di guidare una forza separata per attaccare la capitale occidentale Jīn, Xijing (西京; l'attuale Datong, nello Shanxi), e distrarre i rinforzi nemici. Il Khagan guidò invece il grosso dell'esercito mongolo all'attacco della fortezza di Wusha (烏沙堡) e del campo di Wuyue (烏月營), distruggendo così le linee di difesa Jīn. Duji Sizhong fu ucciso in azione e la maggior parte dell'esercito Jīn fu spazzata via. Questa battaglia ebbe luogo tra marzo e la fine di giugno del 1211. I mongoli si riposarono quindi per circa un mese prima di dirigersi verso Yehuling e inviare un ambasciatore per incontrare la corte imperiale Jīn.

### Battaglia di Yehuling e Huan'erzui
Wanyan Chengyu (完顏承裕), succeduto a Duji Sizhong come cancelliere, fu messo a capo dell'esercito Jīn. Ordinò ai suoi uomini di abbandonare le tre città di Hengzhou (恆州; attuale Bandiera di Zhenglan, Mongolia Interna), Changzhou (昌州; a nord dell'attuale città di Jiuliancheng, Contea di Guyuan, Hebei) e Fuzhou (撫州; attuale Contea di Zhangbei, Hebei) e dirigersi verso Yehuling. Il suo scopo era sfruttare il terreno montuoso di Yehuling per ostacolare la cavalleria mongola.
Il terreno montuoso era in effetti una sfida per la cavalleria mongola. Tuttavia era anche un'area difficile in cui combattere per le cospicue forze Jīn, sparse tra montagne e strettoie vallive. Il terreno difficile e le lunghe distanze complicavano la comunicazione e il coordinamento delle truppe, cosa che si sarebbe rivelata fatale per gli Jurchen, quando i mongoli effettuarono un attacco mirato e concentrato.
La corte Jīn inviò Shimo Ming'an (石抹明安), un funzionario di etnia Kitai, a incontrare Gengis Khan ed avviare negoziati di pace. La mossa fu poco avveduta: memore degli antichi fasti della dinastia Liao ed animato da segreta acredine contro i dominatori Jurchen, Shimo fornì ai mongoli non solo informazioni militari utili alla sconfitta dell'esercito Jīn, fu (forse) anche il tedoforo dell'alleanza tra Gengis Khan e la dinastia Song che avrebbe segnato la fine dei Jīn!
Gengis Khan inviò il suo generale Mukhali a guidare l'Unità Balu (八魯營) per lanciare una carica di cavalleria a sorpresa sul nemico attraverso un passaggio a Huan'erzui (獾兒嘴; lett. "Bocca di tasso"). Prima della battaglia, Mukhali promise a Gengis Khan: «Non tornerò vivo se non sconfiggerò l'esercito Jin!» Come anticipato, causa il terreno montuoso, i mongoli non erano in grado di schierare la loro cavalleria, quindi smontarono e combatterono a piedi. Con il morale alto, i mongoli sconfissero le forze Jīn nel centro dello schieramento e si fecero strada verso l'accampamento principale di Wanyan Chengyu. A causa delle scarse comunicazioni, le forze Jīn ai lati non poterono rafforzare quelle centrali nel momento del bisogno.
L'esercito Jīn, disorganizzato e demoralizzato, iniziò a crollare. Il comandante sul campo dell'esercito Jīn, Wanyan Jiujin (完顏九斤), fu ucciso in azione. Con il crollo delle forze Jīn centrali, le altre forze Jurchen nelle vicinanze furono presto sconfitte e ne seguì un massacro. L'intero esercito Jīn fu distrutto, lasciando cadaveri per oltre cento miglia. Questa battaglia ebbe luogo nell'agosto del 1211.

### Battaglia della fortezza di Huihe
Wanyan Chengyu riuscì a radunare i superstiti Jīn delle battaglie di Huan'erzui e Yehuling e si trincerò nella Fortezza di Huihe (澮河堡). Tuttavia, fu presto attaccato dalle pressanti forze mongole intorno all'ottobre 1211. I mongoli circondarono rapidamente il nemico e lo ingaggiarono in una feroce battaglia per tre giorni. Gengis Khan guidò quindi personalmente 3 000 cavalieri in una carica contro il nemico, seguito dalle restanti forze mongole. L'intero esercito Jīn fu distrutto e Wanyan Chengyu riuscì a malapena a sopravvivere, venendo poi sostituito da Tushan Yi (徒單鎰) quale nuovo cancelliere.

## Conseguenze

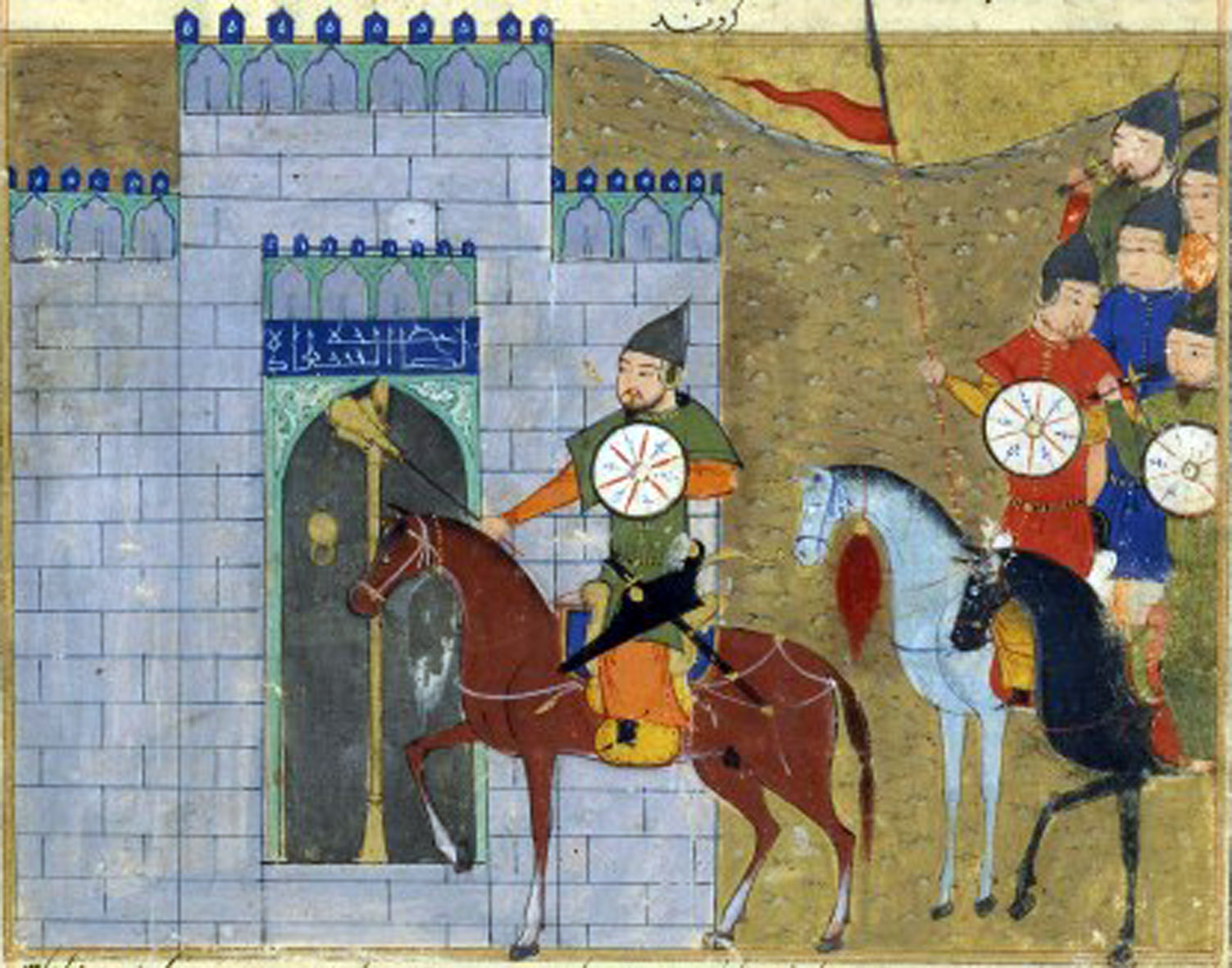
La battaglia di Zhongdu - ill. dal Jami' al-tawarikh di Rashid al-Din Hamadani.

Dopo la battaglia, l'imperatore Xingsheng fu assassinato a Zhongdu da uno dei suoi generali coinvolti nelle operazioni di contenimento dell'avanzata mongola, Hushahu (胡沙虎), che prese il controllo della città. I mongoli assediarono Zhongdu per circa quattro anni, costringendone gli abitanti al cannibalismo prima che alla resa, avvenuta nel 1215. I mongoli permisero ai Jīn di mantenere il controllo di Zhongdu ma li costrinsero a pagare un tributo di 500 uomini, 500 donne e 3 000 cavalli. Una figlia del defunto Xingsheng, la principessa Wanyan di Qi (岐國公主), fu addirittura consegnata come concubina al Khagan. Nell'estate successiva, il nuovo imperatore di Jīn, Xuanzong (r. 1212-1223), abbandonò Zhongdu e trasferì la capitale a sud, a Bianjing (attuale Kaifeng, nel Henan). Questa dimostrazione di debolezza e paura incoraggiò i mongoli a continuare il loro attacco per conquistare il resto dell'impero Jīn.
Le forze della dinastia Jīn furono sconfitte in dettaglio nella campagna di Yehuling. Circa dieci città Jīn furono saccheggiate dai mongoli. Mentre la dinastia Jīn riuscì a mantenere il potere per i successivi due decenni circa, il suo nucleo fu gravemente indebolito. Nonostante la minaccia mongola, i Jīn seguitarono miopicamente a dare priorità alla conquista della Cina Meridionale controllata dalla dinastia Song. La dinastia Song, altrettanto miopicamente, s'alleò con i mongoli contro la dinastia Jīn, aiutandoli a distruggerla nel 1234 solo per ritrovarsi a sua volta sulla linea dell'avanzata mongola per l'assoggettamento di tutta la Cina.

### Esplicative
1. ↑  L'effettiva identità ed il curriculum militare di Hushahu sono uno dei migliori esempi della mancata corrispondenza d'informazioni tra Storia degli Yuan e Nuova storia degli Yuan cui si accennava (v.si Fonti).

### Bibliografiche
1. 1 2  Hamadani 1971.
2. 1 2  Turnbull 2003a.
3. 1 2 3 4 5  (EN) Carl Sverdrup, Numbers in Mongol Warfare, in Journal of Medieval Military History, vol. 8, Boydell Press, 2010,  p. 116, ISBN 978-1-84383-596-7.
4. ↑  (EN) Li Shi, The Military History of the Yuan Dynasty, DeepLogic, 28 febbraio 2019. URL consultato il 16 giugno 2020.
5. ↑  (EN) Hong Yuan, XVIII: The Mongols attacks on the Jurchens, su From the Khitans to the Jurchens & Mongols: A History of Barbarians in triangle wars and quartet conflicts, iUniverse, Scourge of God, 2022.
6. ↑  Lane 2004, p. 45.
7. ↑  Franke 1994, p. 233.
8. ↑  (RU) Аристов Н. А., Труды по истории и этническому составу тюркских племен (PDF), a cura di В. М. Плоских, Biškek, Илим, 2003, ISBN 5-8355-1297-X.
9. ↑  (EN) Jianfang Jin, VII - The Principle of Transformation, in The General Theory of Eco-Social Science: The Theory and Road Map for Comprehensive Reform, AuthorHouse, 2010,  p. 154, ISBN 978-1-49694-763-5.
10. ↑  (EN) Arthur Waldron, The Great Wall Myth: Its Origins and Role in Modern China, in The Yale Journal of Criticism, vol. 2, 1988,  pp. 67-104. (EN) Arthur Waldron, The Problem of The Great Wall of China, in Harvard Journal of Asiatic Studies, vol. 43, 1983,  pp. 643-663, DOI:10.2307/2719110, JSTOR 2719110.
11. ↑  Sverdrup 2017, p. 53.
12. ↑  Nuova storia degli Yuan.
13. 1 2  Franke 1994, pp. 264-265.
14. ↑  Weatherford 2004, p. 95.
15. ↑  (EN) Anne F. Broadbridge, Women and the Making of the Mongol Empire, ill., Cambridge University Press, 2018,  p. 94, ISBN 978-1108636629.
16. ↑  Franke 1994, p. 264.

### Fonti
- (MN) Монголын Нууц Товчоо (Mongolyn Nuuc Tovčoo) [Storia segreta dei Mongoli], 1240. ed.  Sergei Kozin (a cura di), Storia segreta dei Mongoli, traduzione di M. Olsùfieva, Guanda, 2021, ISBN 9788823525818.
- Rashid al-Din Hamadani, Jami' al-tawarikh, XIV secolo. ed. (EN) Rashid al-Din Hamadani, The Successors of Genghis Khan, traduzione di John Andrew Boyle, Columbia University Press, 1971.
- (ZH) Toqto'a (a cura di), 金史T, 金史S, Jīn ShǐP, lett. "Storia di Jin" [Storia dei Jin], Ventiquattro Storie, 1344.
- (ZH) Song Lian (a cura di), 元史S, Yuán ShǐP, lett. "Storia di Yuan" [Storia degli Yuan], Ventiquattro Storie, 1370.
- (ZH) Ke Shaomin (a cura di), 新元史S, Xīn Yuán ShǐP, lett. "Nuova storia di Yuan" [Nuova storia degli Yuan], Ventiquattro Storie, 1920.

### Studi
- (EN) Thomas Allsen, The rise of the Mongolian empire and Mongolian rule in north China, in Denis C. Twitchett, Herbert Franke e John King Fairbank (a cura di), The Cambridge History of China: Volume 6, Alien Regimes and Border States, 710–1368, Cambridge University Press, 1994,  pp. 321-413, ISBN 978-0-521-24331-5.
- (EN) Herbert Franke, The Chin Dynasty, in Denis C. Twitchett, Herbert Franke e John King Fairbank (a cura di), The Cambridge History of China: Volume 6, Alien Regimes and Border States, 710–1368, Cambridge University Press, 1994,  pp. 215-320, ISBN 978-0-521-24331-5.
- (EN) Charles Holcombe, A History of East Asia: From the Origins of Civilization to the Twenty-First Century, Cambridge University Press, 2011, ISBN 978-0-521-51595-5.
- (EN) George Lane, Genghis Khan and Mongol Rule, Greenwood Publishing Group, 2004, ISBN 978-0-313-32528-1.
- (EN) Frederick W. Mote, Imperial China: 900–1800, Harvard University Press, 1999, ISBN 978-0-674-01212-7.
- (EN) Carl Fredrik Sverdrup, The Mongol Conquests: The Military Operations of Genghis Khan and Sube'etei, Helion & Company Limited, 2017.
- (EN) Stephen Turnbull, Mongol Warrior 1200-1350, Osprey Publishing, 2003.
- (EN) Stephen Turnbull, Genghis Khan and the Mongol Conquests 1190–1400, Osprey Publishing, 2003, ISBN 978-1-84176-523-5.
- (EN) Jack Weatherford, Genghis Khan and the Making of the Modern World, Crown and Three Rivers Press, 2004, ISBN 0-609-80964-4.